# Marcel Maurel
Marcel Maurel va ser un ciclista francès que fou professional entre 1925 i 1933. El seu principals èxits foren un primer lloc a la Ronde van het Zuid-Oosten i un 2n lloc a la Volta a Catalunya de 1930

## Palmarès
- 1927
  - 1r al Circuit de Cantal
  - 1r de la Ronde van het Zuid-Oosten
- 1932
  - 1r al Circuit dels Colls Pirinencs